# Shōnen Gahōsha
Shōnen Gahōsha Co., Ltd. (株式会社少年画報社 Kabushiki-gaisha Shōnen Gahōsha?) es una editorial japonesa que lleva el nombre de Shōnen Gahō («Revista de noticias ilustradas para niños»), una de sus primeras revistas. Fundada en 1945, publicó anteriormente manuales de conducción y guías de conversación en inglés.
Ahora es conocida por revistas como Young King, una revista de manga seinen quincenal, y las series de manga mensuales,Hellsing,Young King OURs y Gekkan Young King. Su principal revista semanal de manga para niños, Shōnen King, ya no existe. Su actual presidente es Isao Imai.